# Movac 1ra. Sección
Movac 1ra. Sección är en ort i Mexiko.   Den ligger i kommunen Chapultenango och delstaten Chiapas, i den sydöstra delen av landet, 700 km öster om huvudstaden Mexico City. Movac 1ra. Sección ligger 453 meter över havet och antalet invånare är 194.
Terrängen runt Movac 1ra. Sección är kuperad åt nordväst, men åt sydost är den bergig. Runt Movac 1ra. Sección är det ganska tätbefolkat, med 54 invånare per kvadratkilometer. Närmaste större samhälle är Pichucalco, 17,4 km norr om Movac 1ra. Sección. I omgivningarna runt Movac 1ra. Sección växer i huvudsak städsegrön lövskog.